# مسابقات فوتبال کاتالونیا

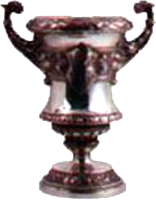
کاپ مسابقات قهرمانی فوتبال کاتالونیا - ۲۰۰۹

مسابقات قهرمانی فوتبال کاتالونیا (به کاتالان: Campionat de Catalunya) رقابت‌های فوتبال در کاتالونیا و اولین لیگ اسپانیا پیش از لا لیگا است که در ۱۹۲۹ پایه‌گذاری شد. در سامبر ۱۹۰۰، آلفونس ماکای رئیس باشگاه هیسپانیا ای سی، رقابت‌هایی را بین تیم‌های اسپانیایی برگزار می‌کرد که آن جام کوپا ماکایا نام داشت. بعدها کوپا ماکای به مسابقات قهرمانی فوتبال کاتالونیا تغییر نام داد. این رقابت‌ها از ۱۹۰۱ تا ۱۹۴۰ برگزار می‌شد و در دوره دیکتاتوری فرانسیسکو فرانکو برگزاری این رقابت‌ها لغو گردید.